# Sermersheim
Sermersheim település Franciaországban, Bas-Rhin megyében. Lakosainak száma 974 fő (2022. január 1.). Sermersheim Hilsenheim, Epfig, Huttenheim, Kogenheim és Stotzheim községekkel határos.

## Népesség
A település népessége az elmúlt években az alábbi módon változott:
| Lakosok száma | 862  | 895  | 927  | 930  | 940  | 949  | 945  | 961  | 974  |
|               | 2013 | 2015 | 2016 | 2017 | 2018 | 2019 | 2020 | 2021 | 2022 |